# Persona 4: The Animation
Persona 4: The Animation (ペルソナ4?, Perusona Fō) è una serie televisiva anime basata sul videogioco Shin Megami Tensei: Persona 4 della Atlus. La serie è prodotta dalla AIC A.S.T.A. e diretta da Seiji Kishi, ed è andata in onda per ventisei episodi dal 6 ottobre 2011 al 29 marzo 2012 in Giappone, per poi concludersi con un episodio speciale andato in onda nell'agosto 2012, intitolato "No One Is Alone". A giugno 2012 è stato proiettato un film d'animazione ispirato alla serie ed intitolato Persona 4 the Animation: The Factor of Hope. Un secondo adattamento, basato 

## Trama
Persona 4: The Animation ruota intorno al personaggio di Yu Narukami, uno studente del secondo anno delle scuole superiori che si trasferisce ad Inaba per vivere un anno insieme con lo zio e la cugina. Dopo aver rilevato un misterioso potere chiamato "Persona", il giovane intraprende un viaggio insieme ai suoi nuovi amici per scoprire la verità che si nasconde dietro alla bizzarra serie di omicidi intorno al distorto TV World, oltre che sul fenomeno conosciuto come "Midnight Channel".

## Personaggi e doppiatori
- Ami Koshimizu: Yukiko Amagi
- Daisuke Namikawa: Yu Narukami
- Showtaro Morikubo: Yōsuke Hanamura
- Yui Horie: Chie Satonaka
- Akemi Kanda: Nanako Dōjima
- Kappei Yamaguchi: Kuma
- Mitsuaki Madono: Tōru Adachi
- Rie Kugimiya: Rise Kujikawa
- Romi Park: Naoto Shirogane
- Ryūsei Nakao: Ameno-sagiri
- Tomokazu Seki: Kanji Tatsumi
- Unshou Ishizuka: Ryōtarō Dōjima

## Episodi
| Nº | Titolo originale                            | In onda          | In onda |
| Nº | Titolo originale                            | Giapponese       |         |
| 1  | You're myself, I'm yourself                 | 6 ottobre 2011   |         |
| 2  | The Contractor's key                        | 13 ottobre 2011  |         |
| 3  | We are friends, aren't we?                  | 20 ottobre 2011  |         |
| 4  | Somewhere not here                          | 27 ottobre 2011  |         |
| 5  | Would you love me?                          | 3 novembre 2011  |         |
| 6  | I'll beat you,and beat you good             | 10 novembre 2011 |         |
| 7  | Suspicious Tropical Paradise                | 17 novembre 2011 |         |
| 8  | We've lost something important again        | 24 novembre 2011 |         |
| 9  | No one sees the real me                     | 1º dicembre 2011 |         |
| 10 | Real Me Doesn't Exist                       | 8 dicembre 2011  |         |
| 11 | Catch Me If You Can                         | 15 dicembre 2011 |         |
| 12 | It's Not Empty At All                       | 22 dicembre 2011 |         |
| 13 | A Stormy Summer Vacation 1/2                | 5 gennaio 2012   |         |
| 14 | A Stormy Summer Vacation 2/2                | 12 gennaio 2012  |         |
| 15 | The Long-Awaited School Trip                | 19 gennaio 2012  |         |
| 16 | Although the Case Was Closed                | 26 gennaio 2012  |         |
| 17 | I Want to Know the Truth                    | 2 febbraio 2012  |         |
| 18 | Anniversary to Become a Family              | 9 febbraio 2012  |         |
| 19 | It's School Festival Day! Time to Have Fun! | 16 febbraio 2012 |         |
| 20 | We'll all meet at the AMAGIYA Hotel         | 23 febbraio 2012 |         |
| 21 | DON'T SAVE ANYONE ANYMORE                   | 1º marzo 2012    |         |
| 22 | It's just like Heaven                       | 8 marzo 2012     |         |
| 23 | In Order to Find the Truth                  | 15 marzo 2012    |         |
| 24 | The World is Full of Shit                   | 22 marzo 2012    |         |
| 25 | We Can Change The World                     | 29 marzo 2012    |         |
| 26 | No One is Alone                             | 22 agosto 2012   |         |

## Colonna sonora
La colonna sonora della serie è stata composta da Shoji Meguro, il quale aveva già lavorato a quella del gioco originale.
Sigle di apertura
- Pursuing My True Self cantata da Shihoko Hirata (Ep 1)
- sky's the limit cantata da Shihoko Hirata (Eps 2-8, 10-12)
- True Story cantata da Rie Kugimiya (Ep 9)
- key plus words cantata da Shihoko Hirata ft. Yumi Kawamura (eps 13-)
- Burn My Dread cantata da Yumi Kawamura (Ep 15)

Sigle di chiusura
- sky's the limit cantata da Shihoko Hirata (ep 1)
- Beauty of Destiny cantata da Shihoko Hirata feat. Lotus Juice
- Koi Suru Meitantei (恋する名探偵?) cantata da Yui Horie (ep 13)
- The Way of Memories - Kizuna no Chikara (The Way of Memories -キズナノチカラ-?) cantata da Shihoko Hirata (eps 14-17,19-21,23)
- Honto no Kimochi ((ほんとのきもち?) cantata da Shihoko Hirata (ep 18)
- Never More cantata da Shouko Hirata (ep 25)

Insert song
- Koi Suru Meitantei (恋する名探偵?) cantata da Yui Horie (ep 13)